# Daniel Carnevali
Daniel Alberto Carnevali Spurchesi (Rosário, 4 de dezembro de 1946) é um ex-futebolista argentino que competiu na Copa do Mundo FIFA de 1974.

## Carreira
Formado nas categorias de base do Rosário Central, jogou 4 vezes entre 1967 e 1969, voltando ao clube em 1979 e disputando 121 partidas em 5 temporadas. Em 1969, destacou-se ao evitar o rebaixamento do Atlanta, na edição vencida pelo rival Chacarita Juniors. Porém, no ano seguinte, vestiu a camisa dos Funebreros, disputando 136 jogos até 1973, quando teve sua primeira - e única - experiência na Europa, defendendo o Las Palmas, sendo o quarto argentino do elenco de Unión Deportiva (os outros eram Carlos Morete, Miguel Ángel Bríndisi e Enrique Wolff, estes últimos companheiros do goleiro na Copa de 1974), que vivia uma de suas melhores fases no futebol espanhol, sendo vice-campeão da Copa del Rey em 1977–78.
Após deixar os canarinos em 1979 e defender novamente o Rosário Central, Carnevali atuou no Junior Barranquilla em 1983. Teve ainda passagem de 3 temporadas pelo Colón antes de se aposentar em 1991, aos 44 anos de idade, no Central Córdoba, a segunda equipe rosarina de sua carreira profissional.

## Seleção Argentina
Como jogador do Chacarita Juniors, Carnevali defendeu a Seleção Argentina pela primeira vez em 1972, e fez parte do elenco que jogou a Copa de 1974, sendo um dos 5 jogadores que atuavam no futebol europeu, juntamente com Rubén Ayala e Rubén Heredia, que defendiam o Atlético de Madrid, Héctor Yazalde (Sporting) e Ángel Bargas (Nantes). Foi titular em 5 dos 6 jogos da Albiceleste na competição, perdendo sua vaga para Ubaldo Fillol na última partida, contra a Alemanha Ocidental, encerrando sua carreira internacional na derrota por 2 a 1 para o Brasil.